# Viatcheslav Fetissov
Temple de la renommée : 2001
Temple de la renommée de l'IIHF : 2005
Temple de la renommée russe : 2004
Viatcheslav Aleksandrovitch Fetissov (en russe : Вячеслав Александрович Фетисов (Vâčeslav Aleksandrovič Fetisov) et en anglais : Viacheslav Fetisov), surnommé Slava, est un joueur professionnel de hockey sur glace qui évoluait au poste de défenseur et ministre des sports en Russie (en). Il est né le 20 avril 1958 à Moscou, URSS, aujourd'hui en Russie. Avec Igor Larionov, il a contribué à casser la barrière empêchant les Soviétiques de rejoindre la Ligue nationale de hockey en Amérique du Nord.

## Carrière internationale
Fetissov est l'un des joueurs les plus récompensés avec deux médailles d'or aux Jeux olympiques de 1984 à Sarajevo en Yougoslavie et 1988 à Calgary au Canada. En 1980, il gagne la médaille d'argent aux Jeux de Lake Placid aux États-Unis.
Il a également gagné de nombreuses médailles lors des championnats du monde suivants :
- Médailles d'or : 1978, 1981, 1982, 1983, 1986, 1989 et 1990 (7).
- Médailles d'argent : 1987.
- Médailles de bronze : 1985 et 1991.

Dans la majorité des matchs, il était le capitaine de l'équipe.
Il gagna également la Crosse d'or de hockey en tant que meilleur joueur européen international en 1984, 1986 et 1990.
Aux Jeux olympiques de 2002, il est l'entraîneur de l'équipe de Russie qui gagne la médaille de bronze.

## Carrière en club
Il a joué pour le club du HK CSKA Moscou de 1977-1978 à 1988-1989 avec qui il gagne le championnat chaque année, ainsi que la Coupe d'Europe des clubs champions. Le CSKA gagne également dans cette période la Coupe d'URSS en 1979 et 1988.
Il est approché pour jouer dans la Ligue nationale de hockey à deux reprises : au cours du repêchage amateur de la LNH 1978, les Canadiens de Montréal le choisissent en douzième ronde (201e choix) et au cours du repêchage d'entrée dans la LNH 1983, les Devils du New Jersey font de même mais en 8e (145e choix).
Finalement, il posera ses patins sur une patinoire de la LNH en 1989 en jouant pour les Devils. Il rejoindra par la suite les Red Wings de Détroit avec qui il gagnera deux Coupes Stanley en 1997 et 1998. Il fut également l'un des membres du Russian Five mis en place par Scotty Bowman.
Il met fin à sa carrière à la suite de cette victoire, mais c'est pour mieux devenir assistant-entraîneur des Devils, poste qu'il occupera jusqu'en 2002.
En 2000, il gagne une nouvelle fois la Coupe Stanley, mais cette fois-ci en restant derrière le banc.
Fetissov est admis au Temple de la renommée du hockey en 2001.
Le 10 décembre 2009, il annonce son retour au jeu. Président du CSKA Moscou, il décide de venir aider l'équipe privée sur blessures de ses défenseurs Denis Kouliach et Ievgueni Boussyguine. Le 11 décembre 2009, malgré le retour de Kouliach, Fetissov, 51 ans, fait son retour au jeu aux côtés de Konstantine Korneïev. Il joue huit minutes contre le SKA Saint-Pétersbourg. Il décide néanmoins le lendemain que cette défaite 3-2 serait le dernier match de sa carrière.
Il fait partie des huit porteurs du drapeau olympique à la cérémonie d'ouverture des Jeux olympiques d'hiver de 2014, le 7 février 2014 à Sotchi.
Parallèlement à sa carrière d’entraîneur, il mène une carrière politique au sein du parti Russie unie.

## Carrière politique
Depuis 2016, Viatcheslav Fetissov siège à la Douma (chambre basse du parlement russe) comme élu du parti pro-gouvernemental Russie unie.
Le 15 février 2022, Viatcheslav Fetissov fait partie des 351 députés de la Douma à voter en faveur de la résolution n°58243-8 demandant au président Vladimir Poutine de reconnaître diplomatiquement les républiques populaires de Donetsk et de Lougansk. À ce titre, il est sanctionné par l'Union européenne le 23 février 2022 (soit le surlendemain de l'acceptation de la demande de la Douma). Depuis cette date, il ne peut plus voyager dans l'UE, en recevoir de l'argent et ses avoirs potentiels y sont gelés.
Il a le grade civil de conseiller d'État effectif de la fédération de Russie de 1re classe.

## Statistiques
| Saison        | Équipe               | Ligue         |     | Saison régulière | Saison régulière | Saison régulière | Saison régulière | Saison régulière |   | Séries éliminatoires | Séries éliminatoires | Séries éliminatoires | Séries éliminatoires | Séries éliminatoires |
| Saison        | Équipe               | Ligue         | PJ  | B                | A                | Pts              | Pun              | PJ               | B | A                    | Pts                  | Pun                  |                      |                      |
| 1977-1978     | HK CSKA Moscou       | URSS          |     |                  |                  |                  |                  |                  |   |                      |                      |                      |                      |                      |
| 1978-1979     | HK CSKA Moscou       | URSS          | 29  | 10               | 19               | 29               | 40               |                  |   |                      |                      |                      |                      |                      |
| 1979-1980     | HK CSKA Moscou       | URSS          | 37  | 10               | 14               | 24               | 46               |                  |   |                      |                      |                      |                      |                      |
| 1980-1981     | HK CSKA Moscou       | URSS          | 0   | 13               | 16               | 29               | 44               |                  |   |                      |                      |                      |                      |                      |
| 1981-1982     | HK CSKA Moscou       | URSS          | 46  | 15               | 26               | 41               | 20               |                  |   |                      |                      |                      |                      |                      |
| 1982-1983     | HK CSKA Moscou       | URSS          | 43  | 6                | 17               | 23               | 46               |                  |   |                      |                      |                      |                      |                      |
| 1983-1984     | HK CSKA Moscou       | URSS          | 44  | 19               | 30               | 49               | 38               |                  |   |                      |                      |                      |                      |                      |
| 1984-1985     | HK CSKA Moscou       | URSS          | 20  | 13               | 12               | 25               | 6                |                  |   |                      |                      |                      |                      |                      |
| 1985-1986     | HK CSKA Moscou       | URSS          | 40  | 15               | 19               | 34               | 12               |                  |   |                      |                      |                      |                      |                      |
| 1986-1987     | HK CSKA Moscou       | URSS          | 39  | 13               | 20               | 33               | 18               |                  |   |                      |                      |                      |                      |                      |
| 1987-1988     | HK CSKA Moscou       | URSS          | 46  | 18               | 17               | 35               | 26               |                  |   |                      |                      |                      |                      |                      |
| 1988-1989     | HK CSKA Moscou       | URSS          | 23  | 9                | 8                | 17               | 18               |                  |   |                      |                      |                      |                      |                      |
| 1989-1990     | Devils du New Jersey | LNH           | 72  | 8                | 34               | 42               | 52               | 6                | 0 | 2                    | 2                    | 10                   |                      |                      |
| 1990-1991     | Devils d'Utica       | LAH           | 1   | 1                | 1                | 2                | 0                |                  |   |                      |                      |                      |                      |                      |
| 1990-1991     | Devils du New Jersey | LNH           | 67  | 3                | 16               | 19               | 62               | 7                | 0 | 0                    | 0                    | 15                   |                      |                      |
| 1991-1992     | Devils du New Jersey | LNH           | 70  | 3                | 23               | 26               | 108              | 6                | 0 | 3                    | 3                    | 8                    |                      |                      |
| 1992-1993     | Devils du New Jersey | LNH           | 76  | 4                | 23               | 27               | 158              | 5                | 0 | 2                    | 2                    | 4                    |                      |                      |
| 1993-1994     | Devils du New Jersey | LNH           | 52  | 1                | 14               | 15               | 30               | 14               | 1 | 0                    | 1                    | 8                    |                      |                      |
| 1994-1995     | HC Spartak Moscou    | Superliga     | 1   | 0                | 1                | 1                | 4                |                  |   |                      |                      |                      |                      |                      |
| 1994-1995     | Devils du New Jersey | LNH           | 4   | 0                | 1                | 1                | 0                |                  |   |                      |                      |                      |                      |                      |
| 1994-1995     | Red Wings de Détroit | LNH           | 14  | 3                | 11               | 14               | 2                | 18               | 0 | 8                    | 8                    | 14                   |                      |                      |
| 1995-1996     | Red Wings de Détroit | LNH           | 69  | 7                | 35               | 42               | 96               | 19               | 1 | 4                    | 5                    | 34                   |                      |                      |
| 1996-1997     | Red Wings de Détroit | LNH           | 64  | 5                | 23               | 28               | 76               | 20               | 0 | 4                    | 4                    | 42                   |                      |                      |
| 1997-1998     | Red Wings de Détroit | LNH           | 58  | 2                | 12               | 14               | 72               | 21               | 0 | 3                    | 3                    | 10                   |                      |                      |
| 2009-2010     | CSKA Moscou          | KHL           | 1   | 0                | 0                | 0                | 0                |                  |   |                      |                      |                      |                      |                      |
| Totaux LNH    | Totaux LNH           | Totaux LNH    | 546 | 36               | 192              | 228              | 656              | 116              | 2 | 26                   | 28                   | 145                  |                      |                      |
| Totaux Russie | Totaux Russie        | Totaux Russie | 368 | 141              | 199              | 340              | 318              |                  |   |                      |                      |                      |                      |                      |